# Tanaoctena collina
Tanaoctena collina is een vlinder uit de familie van de Galacticidae. De soort is voor het eerst wetenschappelijk beschreven door Alfred Jefferis Turner in een publicatie uit 1926.